# Maurský hrad
Maurský hrad (portugalsky Castelo dos Mouros) je částečně zřícený středověký hrad na kopci u Santa Maria e São Miguel, což je součást obce Sintra asi 25 km severozápadně od Lisabonu. Postavili ho Maurové v 8. a 9. století a byl důležitým strategickým bodem během reconquisty. Po pádu Lisabonu roku 1147 ho dobyly křesťanské síly. Je veden jako portugalská národní památka a je součástí kulturní krajiny Sintry, patřící ke světovému dědictví UNESCO.

## Dějiny
Hrad byl vybudován během 8. a 9. století v období muslimské Ibérie jako opěrný bod na území, které bylo hlavně zemědělské, a sloužil k ochraně jeho obyvatelstva.
V roce 1031, po ztrátě Córdoby ve prospěch Almorávidů, se král Badajozu rozhodl převést na Alfonse VI. Kastilského několik území na Pyrenejském poloostrově (mezi nimi Sintru), aby získal spojenectví křesťanského krále. To mu však území nezajistilo a hrad byl Almorávidy dobyt.
Po dobytí Lisabonu (1147) silami Afonse I. se hrad dobrovolně vzdal křesťanským silám. Afons svěřil ostrahu hradu 30 lidem a v roce 1154 jim udělil privilegia. Dokument říká, že tito mužové mají obsadit a obývat hrad pro zajištění bezpečnosti a rozvoje regionu.

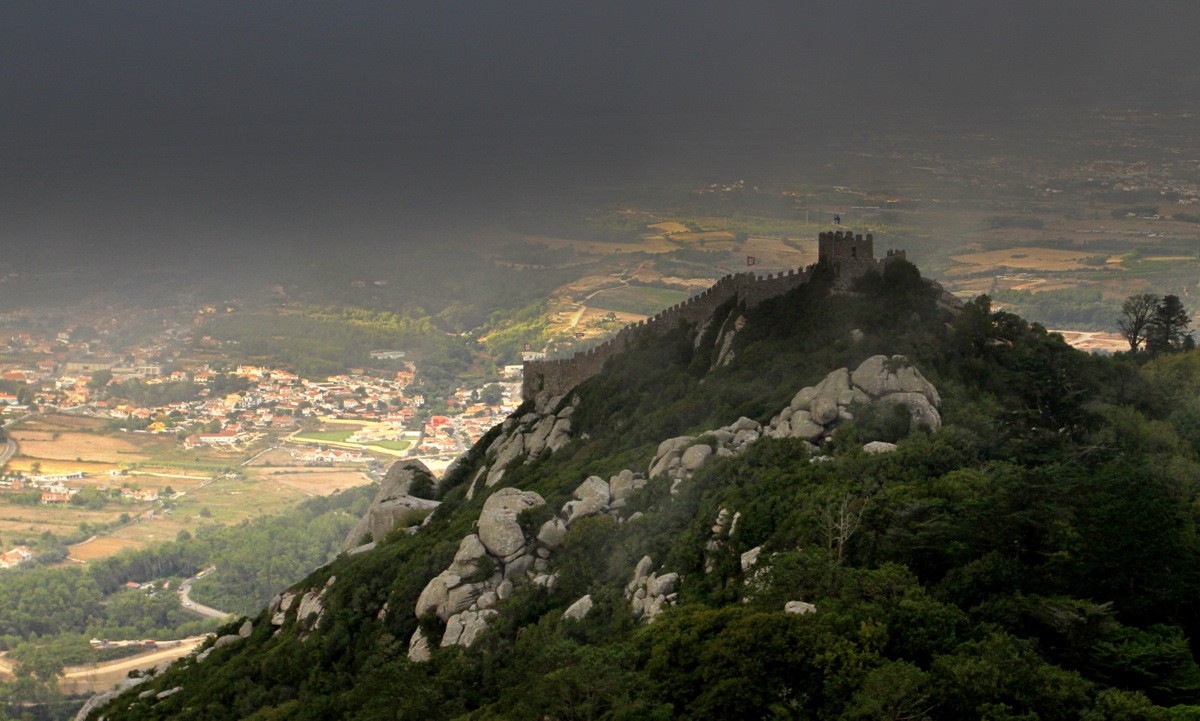
Maurský hrad v mlze s výhledem na historické město Sintra

V průběhu 2. poloviny 12. století se kaple sv. Petra (São Pedro), vybudovaná na hradě, stala farním kostelem. Následovala přestavba a přístavba hradu z iniciativy portugalského krále Sancha I.

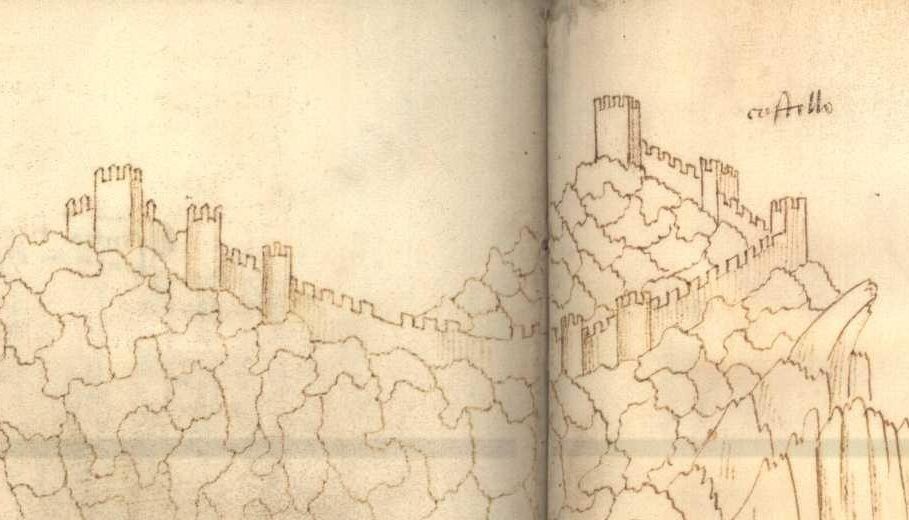
Hrad v roce 1510, z Knihy pevností od Duarta de Armas

Zatímco ještě na počátku 15. století byla kaple centrem místního náboženského dění, do roku 1493 byla opuštěna a později ji využívala pouze malá židovská komunita v obci. V 16. století pak byla církevní farnost São Pedro z hradu přenesena do nového farního kostela ve vesnici. Židé, kteří užívali budovy na hradě, byli vyhnáni Manuelem I. Portugalským, a hrad byl zcela opuštěn.
Zemětřesení v Lisabonu roku 1755 kapli i celý hrad značně poškodilo. Po své návštěvě hradu Francisco de Almeida Jordão popsal v roce 1768 kapli s „hlavními dveřmi na východě a na jihu dalšími menšími dveřmi a oknem...“ a oltářem s obrazem. Litografie od Burnetta z roku 1830 také kapli ukazuje.
V roce 1838 byly věže již v troskách. Roku 1840 se Ferdinand II. Portugalský ujal úkolu udržovat a zlepšovat stav hradu, za což platil 240 réis ročně. Nechal zpevnit zdi, zalesnit plochy, vytvořit zákoutí a upravené prostory a opravit kapli. U jižního křídla kaple nechal postavit kostnici pro lidské ostatky objevené během prací a zasadit strom v centrální lodi kaple. Práce vedl Wilhelm Ludwig von Eschwege. Pravděpodobně značně zkomplikovaly budoucí archeologický průzkum území hradu.

Na konci 19. století správce Carlos de Nogueira povolil několik dalších úprav hradu a kaple. V roce 1939 došlo k opravě bočních dveří kaple a hradeb.

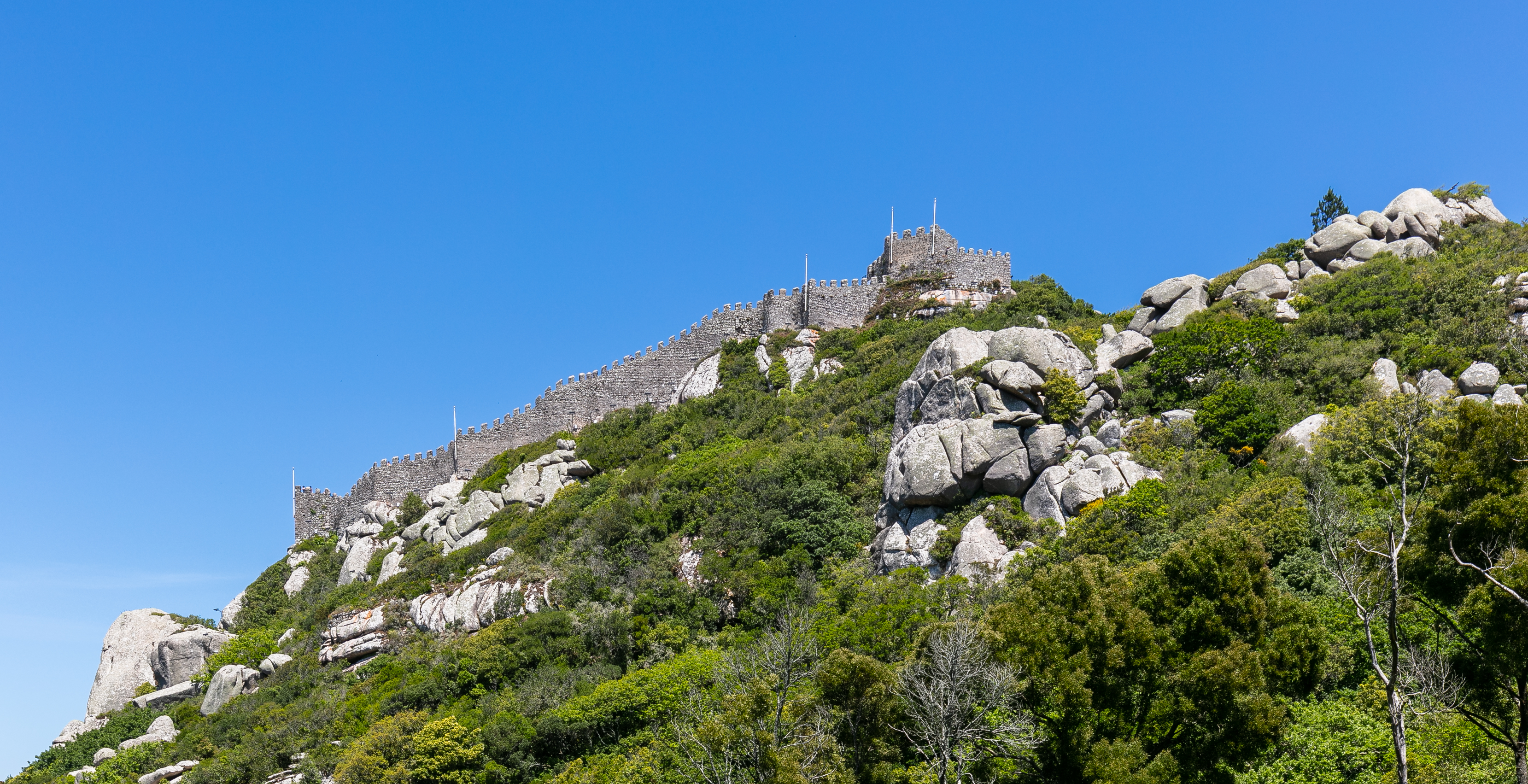
Část opravené hradby při pohledu zdola.

S ohledem na rostoucí turistický ruch bylo v roce 1954 vyčištěno několik útesů, aby v blízkosti hradu vznikla místa na piknik, a v roce 1965 byl instalován transformátor, který umožnil osvětlení hradu. Další opravy a úpravy hradu probíhaly v letech 1986 a 2001.
V roce 1979 byly v kapli sv. Petra zahájeny archeologické vykopávky, které objevily existenci středověkých hrobek datovaných do počátku 13. století.
Výnos ministerstva kultury ze dne 26. června 1996 prohlásil oblast hradu za zónu zvláštní ochrany.

## Architektura

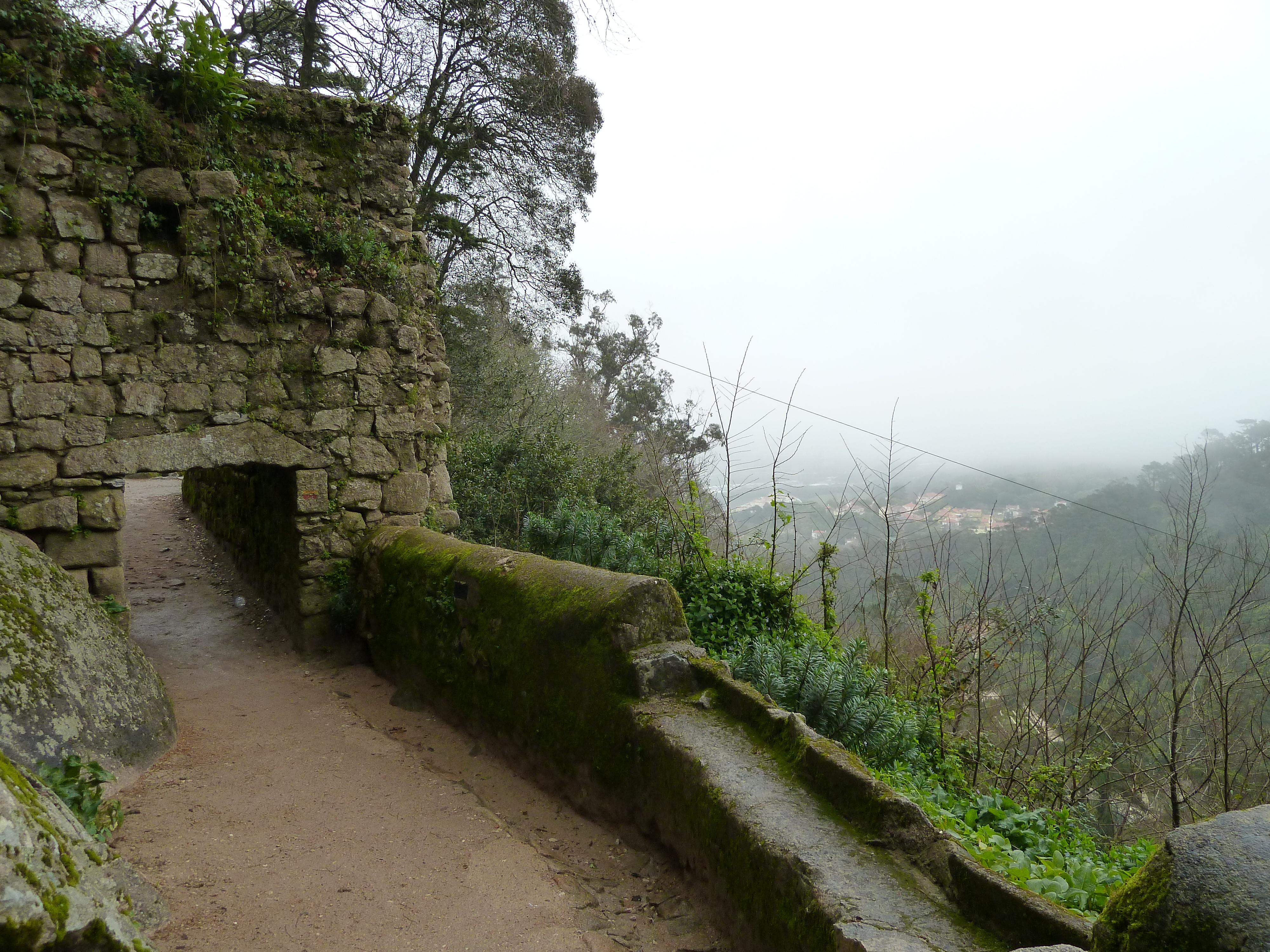
Vnější hradba s úzkou brankou a cimbuřím

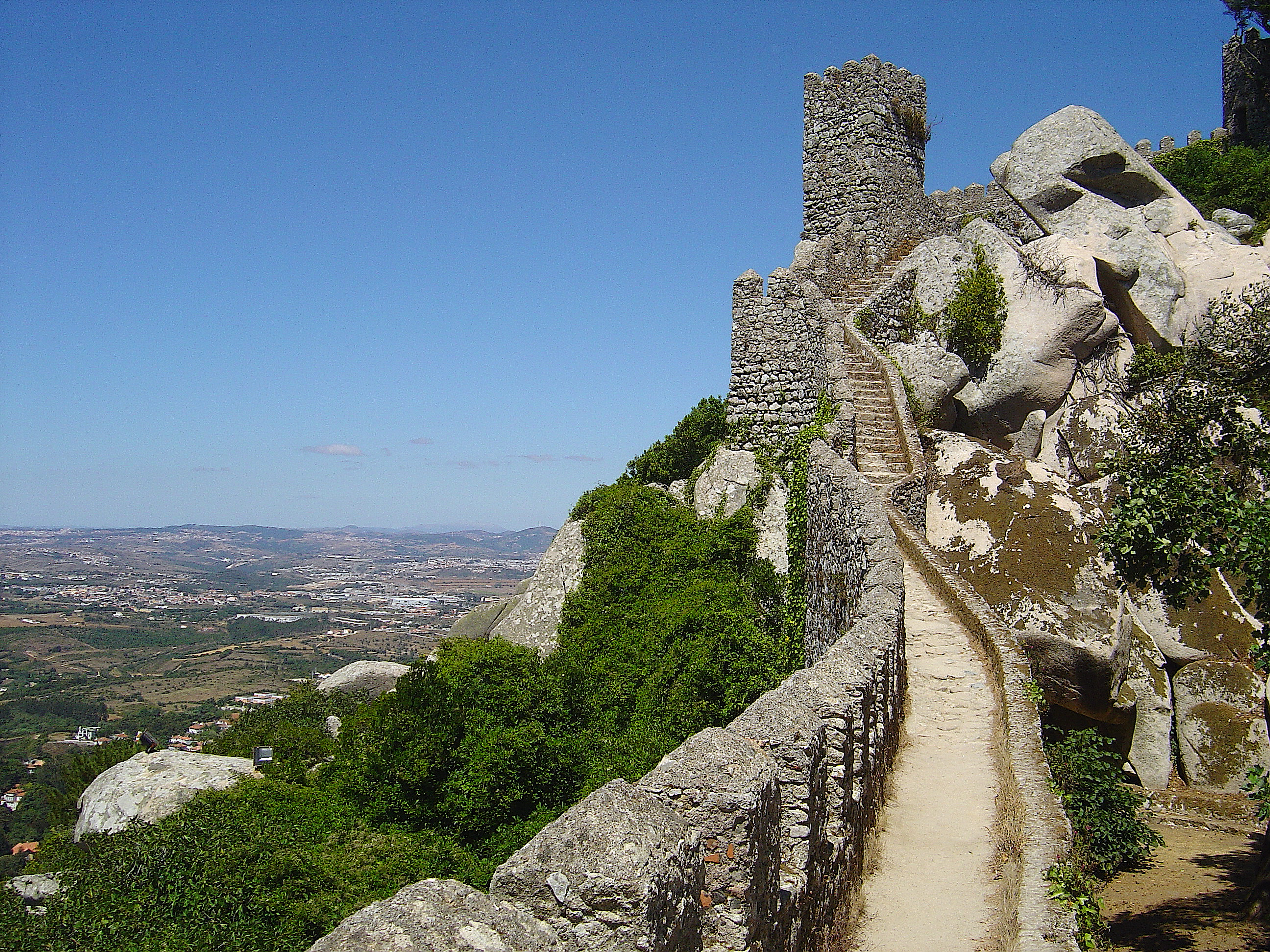
Vnitřní hradby v severní části hradu

Hrad se nachází na kopci v pohoří Sintra, odkud je panoramatický výhled na obec Sintra a za jasného dne i na Mafru a Ericeiru. Je přístupný ze Santa Maria e São Miguel chráněnou bránou a turniketem nebo silnicí vedoucí k paláci Pena. Hrad je součástí přírodního parku Sintra-Cascais a nachází se na severním úbočí pohoří Sintra, kde svahy mají sklon maximálně 40 %. Serra da Sintra, jak se kopci říká, je sopečného původu a vyskytují se zde žula, syenit, gabro a dioritové skalní útvary.
Klima se vyznačuje relativně nízkými teplotami a zvýšenými srážkami v důsledku blízkosti moře, vyšší polohy a hustého porostu. Zdejší vegetace je rozmanitá, mnoho exotických dřevin sem v 16. století přivezl João de Castro a v 19. století Ferdinand II. a Francis Cook. Fauna se rovněž vyznačuje druhovou rozmanitostí.
Maurský hrad a další pamětihodnosti v jeho okolí přitahují cestovní ruch, což je hlavní činnost v tomto regionu. V blízkosti hradu stojí mimo jiné za vidění zahrady Pena, panství Penha Verde, panství Regaleira, panství Relógio a park Monserrate.

### Hrad

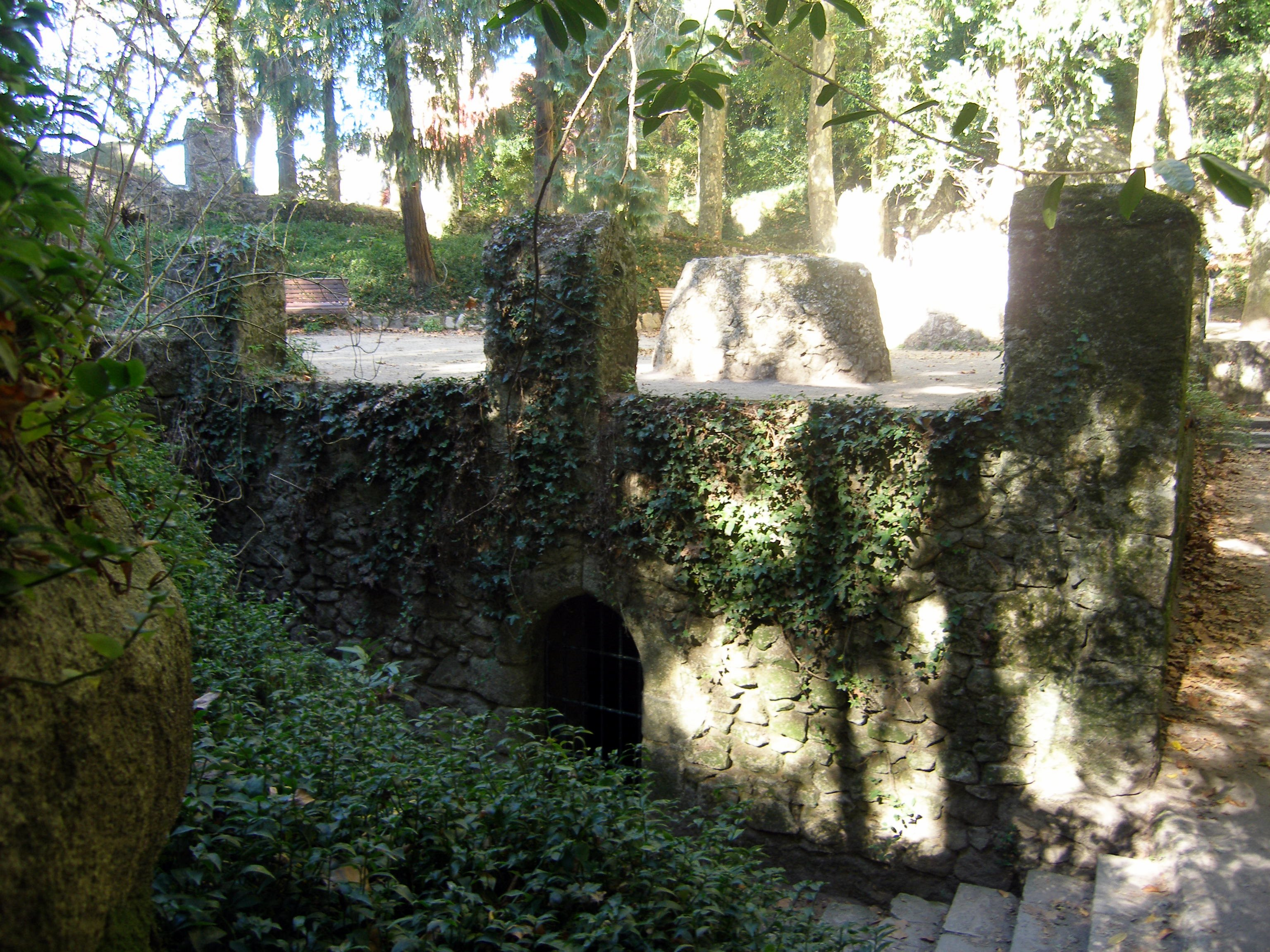
Velká vodní cisterna

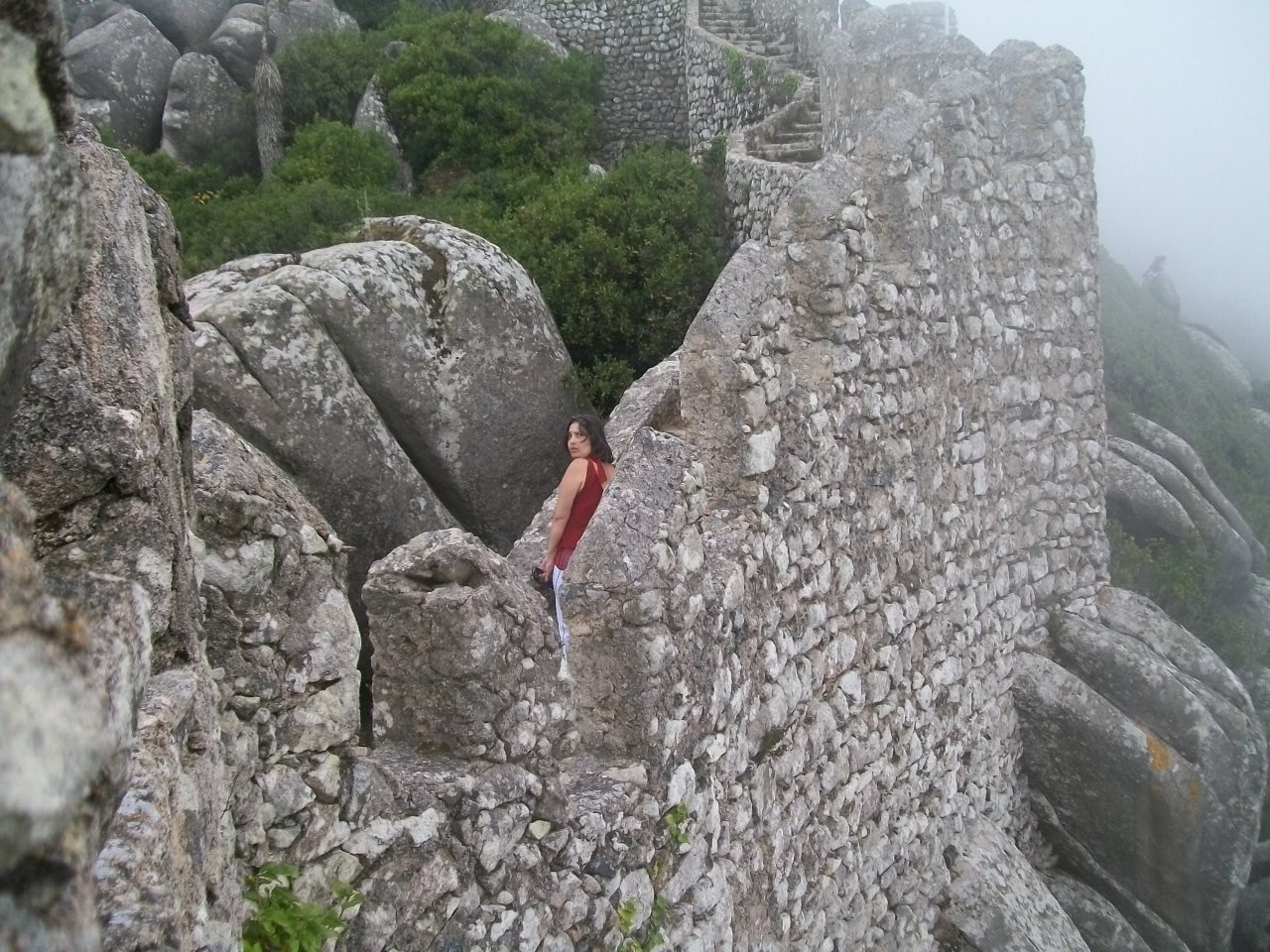
Hradby

Půdorys hradu má nepravidelný obvod o délce 450 metrů a leží na vrcholu skalnatého útesu orientovaného na jihozápad až severozápad. Skládá se z dvojité linie hradeb, které se klikatí nad žulovým terénem ostrohu. Poloha na kopci i místní a exotická vegetace na hradě a v okolí zdůrazňuje romantický ráz místa. Maurský hrad byl díky své poloze a opevnění považován spolu s městem Santarém za jeden z hlavních bodů vojenské obrany Belaty (muslimská provincie, která odpovídá dnešním regionům Ribatejo a Estremadura). Postupem času byl přestavován a rozšiřován, ale později zpustl. Jeho hodnotu objevili romantici a zbytky hradu zachránila rekonstrukce Ferdinanda II. Věže, které měly původně dvě patra, byly sníženy a zbaveny dobových prvků. Zdá se však, že umístění věží se shoduje s jejich polohou na rytinách Duarta de Armas.
Hrad má dva prstence hradeb, částečně dochované vnější a vnitřní s věžemi a cimbuřím. Hlavní vchod do hradu je chráněn dvěma věžemi. V blízkosti vnitřní hradby u vchodu jsou nejdůležitější ruiny vnitřních budov, sklepů, stájí a cisterny. Podzemní nádrž, přístupná třímetrovým sestupem, je 18 metrů dlouhá, 6 metrů široká a 6 metrů vysoká a voda se do ní dostávala otvory na jejím zastřešení. Vnitřní hradby jsou zpevněny pěti pravoúhlými věžemi a jednou kruhovou věží, nad nimiž se tyčí jehlanové cimbuří.  Malá dvířka zvaná Brána zrádců vedou do severní části hradu, kde bylo hlavní vojenské shromaždiště. V jihozápadním rohu hradu stojí nejvyšší věž, známá jako Královská.

### Kaple

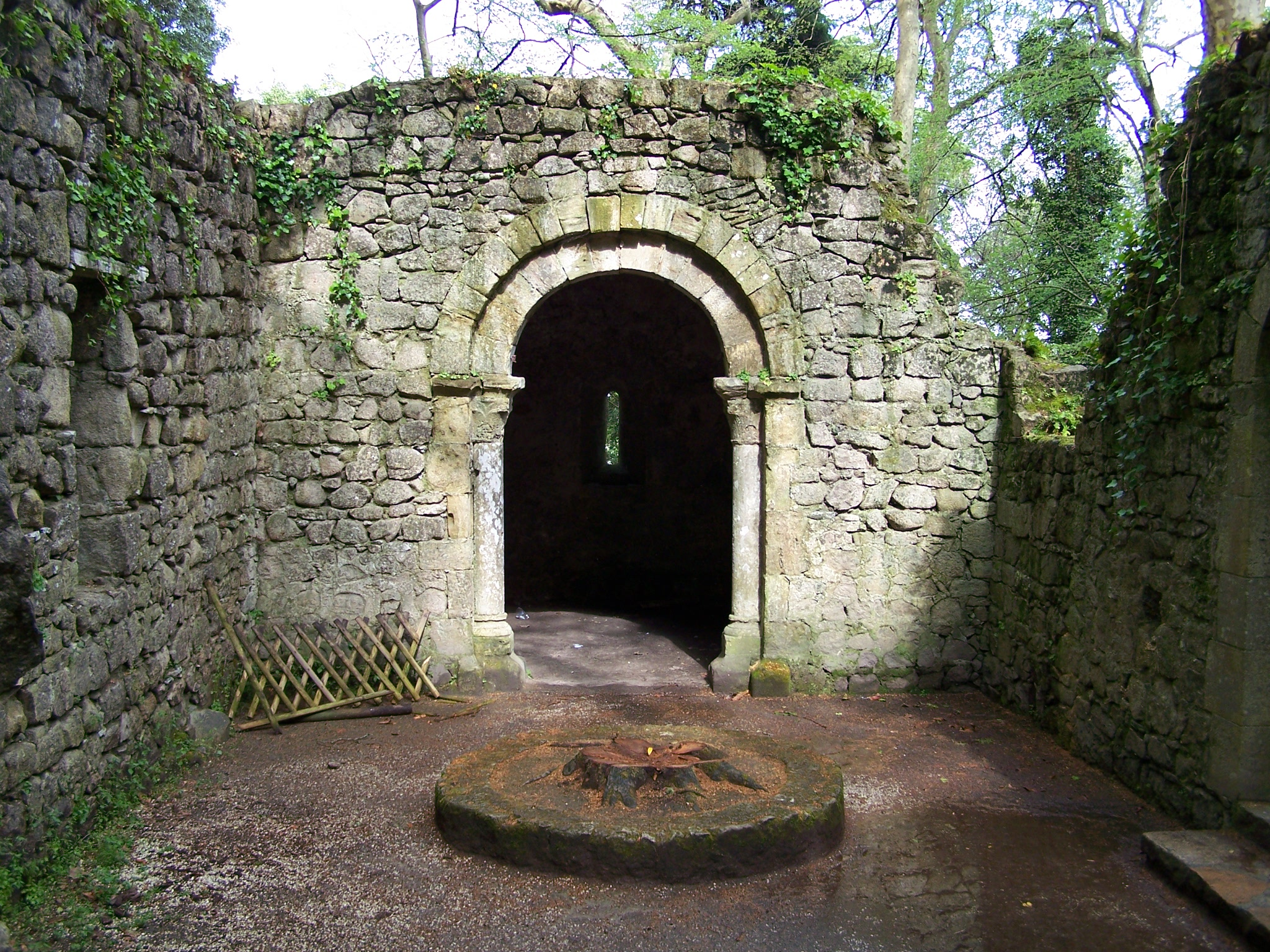
Kaple São Pedro de Penaferrim

Zpustlá kaple s obdélnou lodí a úzkým sníženým presbytářem leží mimo vnitřní hradby, ne příliš daleko od vchodu. Je postavena z vápence a zdiva. Jižní stěna je zvýrazněna klenutým vchodem podepřeným sloupy s ozdobnými hlavicemi s rostlinnými a fantastickými zvířecími motivy (gryfové a baziliškové). V severní fasádě je otvor o šířce 1,5 metru. Vítězný oblouk stojí na dvojitých sloupech a podobá se portálu na jihu budovy. Klenba kaple vykazuje zbytky fresek, představující patrona kostela se svatozáří a květinovými a geometrickými motivy. Vedle oltáře je malý obdélníkový výklenek. Skutečnost, že se kaple nacházela ve zdech hradu, vedla k domněnce, že stavba před reconquistou sloužila jako mešita. Ačkoli je však pravděpodobné, že zde existovala muslimská modlitebna, neexistuje žádná konkrétní souvislost s touto budovou.